# 金長生
金長生（きん ちょうせい、キム・チャンセン、朝鮮語:김장생）は、李氏朝鮮の学者である。字は希元、号は沙渓、諡号は文元。本貫は光山金氏。

## 概要
1548年、金継輝の子として生まれる。宋翼弼、李珥の門人で、子の金集とともに礼学の大家とされる。学行により推挙されて任官し、日本や後金の侵入の際には軍糧米調達に活躍したが、晩年は郷里で教育に専心し、門人に宋時烈、宋浚吉等を輩出して畿湖学派の主流をなした。著書には朱熹の『家礼』に関する諸家の学説を編集した『家礼輯覧』や、『近思録釈意』等がある。1631年に亡くなる。